# Die Försterchristel (1962)
 Die Försterchristel  ist ein deutscher Heimatfilm von 1962 unter der Regie von Franz Josef Gottlieb. Die Verfilmung basiert auf der gleichnamigen Operette von Georg Jarno und Bernhard Buchbinder aus dem Jahr 1907. Die Musik wurde von Franz Grothe bearbeitet. Die von Sabine Sinjen verkörperte Försterchristel hält den von Peter Weck gespielten Kaiser Franz Joseph für einen Wilderer und nimmt ihn kurzerhand für einen Tag in Arrest, was zu allerlei Verwicklungen führt. Weitere tragende Rollen sind mit Gerlinde Locker und Sieghardt Rupp besetzt.

## Handlung
Zusammen mit Graf und Gräfin von Paalen besucht Kaiser Franz Joseph das Gut Schloss Paalen, um dort wieder einmal der Jagd nachzugehen. Auf der Fahrt dorthin kommt es kurz vorm Ziel zu einem Zwischenfall, als ein Rad an der kaiserlichen Kutsche bricht. Der Kaiser entschließt sich den Rest des Weges zu Fuß zurückzulegen und schultert sein Gewehr. Unterwegs trifft er eine bezaubernde junge Frau, die von ihm wissen will, was er hier mache. Als er versichert, er habe sich verirrt, antwortet sie spöttisch fragend: „Mit einem Gewehr?“ Dann erklärt sie ihm, dass sie die Christel, die Tochter des Försters sei und ihren Vater bei seiner Arbeit unterstütze. Das kaiserliche Gesetz sehe in einem solchen Fall vor, einen Taler Strafe zu zahlen. Wer keinen Taler habe, wie er, müsse ersatzweise für einen Tag in Haft. Als sie nach seinem Beruf fragt, erzählt er ihr, dass er am Hof des Kaisers angestellt sei. Sogleich fragt Christel ihn nach ihrem Bekannten, dem Flickschuster Simmerl, der stets erzählt, welch hohen Posten er bei Hof bekleide und dass er großen Einfluss auf den Kaiser habe. Als der vermeintliche Jäger entgegnet, den kenne er nicht, meint Christel, das glaube sie, er sei ja auch ein hohes Tier bei Hofe und unterhalte sich mit dem Kaiser wie mit seinesgleichen. Christel führt den Mann, den sie für einen Jäger hält, zum Forsthaus, wo er seine eintägige Haft verbringen soll. In Schloss Paalen macht man sich inzwischen große Sorgen um den Kaiser, der nun schon seit Stunden unauffindbar ist. 
Als der angetrunkene Simmerl bei der erstaunten Christel erscheint, kann der im Nebenraum inhaftierte Kaiser das Gespräch zwischen beiden mithören und auch wie Christel ihn hinauswirft. Als sie dem vermeintlichen Jäger eine Lampe bringt, meint sie, dass sie den Kaiser zu gern einmal sehen würde und ihn sich wie einen Halbgott vorstelle. Franz Joseph erwidert, eben weil die Menschen das in ihm sehen würden, ließen sie ihm keine Zeit ein Mensch zu sein. Später stoßen beide auf den „bezauberndsten Forstgehilfen“ an, den der Kaiser habe, wie der Jäger meint.
Inzwischen macht sich Schlossverwalter Földessy, der unter falschem Namen lebt und in Wahrheit Franz Koltai heißt und Rittmeister ist, Sorgen, dass er der erste Verdächtige sei, wenn dem Kaiser tatsächlich etwas zugestoßen sei, da er während der Revolution 1848 als Ungar gegen den Kaiser gekämpft hat. Mit seinem früheren Wachtmeister, dem heutigen Schenkenwirt Barany, der weiß, wer er ist, bespricht er sich. Der Freund rät ihm, sich dem Kaiser zu stellen und Vergebung zu erbitten. Baranys Tochter Ilona ist in Földessy verliebt, der jedoch liebt die Christel. Das Gespräch wird von Simmerl belauscht, der das Gehörte etwas später sogleich dem kaiserlichen Hauptmann Toni Felsinger erzählen will. Ilona gelingt es, den jungen Hauptmann abzulenken, Simmerl wiederum wird von der Geheimpolizei festgenommen, schläft ihnen bei ihrer Vernehmung jedoch immer wieder ein. Als sie in der Schenke nach Földessy fragen, steht der plötzlich im Raum und spielt Geige. Ilona will ihm helfen und meint zu Hauptmann Felsinger, dass niemand so spielen könne wie der Janosz. Als sie dann anfängt zu tanzen, ist der Hauptmann hingerissen, von diesem Teufelsmädel, wie er sich ausdrückt. Földessy kann unbemerkt sein Pferd besteigen und davonreiten.
Inzwischen ist der Kaiser zu aller Erleichterung wohlbehalten zurück auf Schloss Paalen und äußert der Gräfin gegenüber, dass man über eine Romanze schweige. Dann wird zur Jagd geblasen, an der auch der Kaiser teilnimmt. Allein versteigt er sich im Felsen und befindet sich in einer gefährlichen Situation über einem steil abfallenden Wasserfall. In letzter Sekunde kommt ihm durch Földessy Hilfe zuteil. Als der Kaiser sich bei ihm bedankt, kommt Földessy auf die Revolution zu sprechen und dass der Kaiser danach doch pardoniert habe. Franz Joseph stimmt ihm zu und meint, es gäbe aber immer noch welche, die davon keinen Gebrauch machen wollten. Bevor er sich entfernt, lädt der Kaiser ihn zum am Abend stattfindenden Ball auf Schloss Paalen ein. 
Christel will mit dem Kaiser über Földessy sprechen, weshalb ihr der Simmerl eine Audienz vermitteln soll. Im Schloss angekommen, will der Flickschneider sich drücken, wird aber von Christel energisch zurechtgewiesen und tut dann so, als ginge er zum Kaiser. Die im Schlosspark wartende Christel trifft dort den Jäger wieder, gerade als der Simmerl aus dem Schloss kommt. Als er sieht, mit wem die Försterstochter dort steht, macht er auf dem Absatz kehrt und läuft so schnell ihn seine Beine tragen können davon. Als der Jäger verspricht, sich beim Kaiser für Christel zu verwenden, wird sie kurz darauf vom Obersthofmeister auf ausdrücklichen Wunsch des Kaisers zum Ball eingeladen. Da Christel kein passendes Kleid hat, will ihr Gräfin von Paalen helfen, wobei es zu weiteren Missverständnissen kommt, da Christel vom Franz spricht und die Gräfin und der Obersthofmeister annehmen, dass sie damit den Kaiser meint. 
Als der Ball eröffnet wird, glaubt Christel ihren Augen nicht trauen zu können, als der Kaiser gemeldet wird und sie darin ihren ehemaligen Gefangenen erkennt. Franz Joseph bittet sie zum Tanz und erzählt ihr, dass er bereits wisse, dass Franz Földessy der Rittmeister Franz Koltai sei. Als Földessy in seiner ungarischen Uniform den Ballsaal betritt, schnappt er Wortfetzen auf, die von der Christel und ihrer Liebe zum Franzl sprechen (ohne dass er sich bewusst ist, dass er ja auch Franz heißt) und als er dann Christel und den Kaiser vertraut zusammen tanzen sieht, missversteht er auch das. Trotzdem wagt er es, den Tanz des Kaisers zu unterbrechen und selbst an seiner Stelle mit Christel zu tanzen, was die Gesellschaft erstarren und den Obersthofmeister  etliche Male klagen lässt: „Das ist das Ende der Etikette.“ Schließlich kommt es nach einem weiteren Zwischenfall zu einem Gespräch zwischen Kaiser und Rittmeister. Franz Joseph erklärt dem jungen Mann, es gäbe keinen Franz Földessy mehr, sondern wieder einen Rittmeister Franz Koltai. Er trage ihm auch nichts nach wegen seiner Aktion im Ballsaal, denn wenn man verliebt sei, dann mache man oft Dinge, die unvernünftig seien. Er endet: „Rittmeister Koltai, Sie sind frei.“ Koltai bedankt sich und geht. Auch Christel bedankt sich beim Kaiser. Er weiß, dass sie Koltai liebt. Zum Abschied schenkt er der jungen Frau einen Ring und meint, wenn sie dreimal daran drehe und ganz fest daran glaube, würde er Wünsche erfüllen. Koltai, der immer noch davon überzeugt ist, dass Christel etwas mit dem Kaiser hat, erfährt durch Franz Joseph, dass eine gewisse Person gestern immer von einem Franz gesprochen habe und er schon gehofft habe, dass er gemeint sei, aber ein Kaiser habe ja nicht soviel Glück. Freudestrahlend reitet Koltai daraufhin in Richtung Forsthaus, wo Christel an ihrem Ring gedreht hat und nur einen Wunsch hatte. Glücklich läuft sie ihm entgegen.

## Produktionsnotizen
Produziert wurde der Film von Willy Schöne, als Produzent fungierte Klaus Stapenhorst, die Gesamtleitung hatte Günther Stapenhorst. Gedreht wurde in den Bavaria Filmstudios Geiselgasteig in Grünwald. Es handelt sich um einen Film der Carlton Film GmbH, München. 
Die Försterchristel kam in der Bundesrepublik Deutschland am 21. Dezember 1962 per Massenstart in die Kinos. Im Fernsehen lief er erstmals am 30. Juli 1967 in der ARD. In Frankreich startete der Film am 7. Juni 1963.
Nach den Verfilmungen von 1926, 1931 und 1952 handelt es sich um die vierte Verfilmung der Geschichte der Försterchristel. 

### Musik im Film
- Hab’ ein Herz frei und froh, Swingfox, Text und Musik: Robert Gilbert
- Steht ein Mädchen auf der Puszta
- Gebt mir die Geigen der ganzen Welt
- Herr Kaiser, Herr Kaiser, oh liebe Majestät
- Elisabeth-Serenade von Ronald Binge, gesungen vom Günter Kallmann Chor[1]

### DVD und CD
Die Försterchristel erschien am 22. Februar 2013 in einer DVD Doppelbox zusammen mit der Verfilmung von 1952, in der Johanna Matz die Christel verkörpert, bei Filmjuwelen (Alive AG).
Die Försterchristel: Herr Kaiser, Herr Kaiser, oh liebe Majestät und weitere Titel auf CD, gesungen von Anneliese Rothenberger.

## Kritik
TV Spielfilm war der Meinung, dass der Film ein „bejahrtes Treibgut aus dem ‚Sissi‘-Fahrwasser“ sei.
Das Lexikon des Internationalen Films war derselben Meinung und schrieb: „Unterhaltung nach Art der Sissi-Filme.“
Cinefacts urteilte: „Schöne Romanze nach der gleichnamigen Operette von Jarno und Buchbinder.“